# Saharastega
Saharastega is een geslacht van uitgestorven basale temnospondyle Batrachomorpha (basale 'amfibieën') dat leefde tijdens het Laat-Perm, ongeveer 251 tot 260 miljoen jaar geleden. 

## Naamgeving
Fossielen van Saharastega, ontdekt door paleontoloog Christian A. Sidor in de Moradi-formatie in Niger, werden kort beschreven in 2005 en uitgebreider in 2006.
De typesoort Saharastega moriensis werd in 2005 benoemd door Sidor e.a. De geslachtsnaam is een combinatie van een verwijzing naar de Sahara met het Grieks stegè, 'dak'. De soortaanduiding verwijst naar de Moradiformatie.
Het holotype is MNN MOR73, een schedel zonder onderkaken. In 2014 werd nog wat materiaal toegewezen waaronder nog een schedel en postcrania.

## Beschrijving

### Schedeldak
De schedel is wat breed en wordt geleidelijk smaller naar de snuit toe, waarbij het gedeelte van de schedel voor de oogkassen langer is dan dat erachter. Hij was 36,8 centimeter lang en 30 centimeter breed op het breedste punt. De schedelbeenderen zijn enigszins geërodeerd, maar geconserveerde delen zijn fijn getextureerd met putjes en richels zoals bij de meeste volwassen temnospondylen, maar missen de niet-versierde gebieden naast de middenlijn die kenmerkend zijn voor edopoïden. De schedel heeft geen laterale lijngroeven, wat op een bodembewonende levenswijze kan duiden, maar de totale grootte en vorm zijn verwant aan aquatische temnospondylen. De talrijke tanden waren gebroken, maar hun bases waren allemaal even groot en elliptisch in dwarsdoorsnede.
De neusgaten zijn smal en hoekig, bijna loodrecht op de lange as van de schedel, een uniek kenmerk dat niet lijkt op de neusgaten van andere temnospondylen, die ofwel cirkelvormig waren of evenwijdig aan de lange as van de schedel liepen. De oogkassen zijn klein, afgerond en staan ver uit elkaar. Een foramen pineale is afwezig. Het kaakgewricht is naar voren geplaatst, wat tot gevolg heeft dat de quadrata naar voren worden gedraaid en de inhammen in de squamosa worden gesloten (grote uitsparingen langs de achterkant van de schedel, ook bekend als otische inkepingen).
De rangschikking van de schedelbeenderen is over het algemeen vergelijkbaar met die van andere vroege temnospondylen. De neusbeenderen (op het bovenoppervlak van de snuit) zijn lang, terwijl de voorhoofds- en wandbeenderen (aan de achterkant van de schedel) breed zijn, eigenschappen die verband houden met de verhoudingen van de schedel. De traanbeenderen (aan de zijkant van de snuit) zijn geïsoleerd en maken geen contact met de neusgaten of de oogkassen. Deze eigenschappen zijn verwant aan de cochleosauride Chenoprosopus, maar Saharastega mist de kenmerkende postpariëtale vorm van cochleosauriden. Net als bij andere vroege temnospondylen (maar niet latere leden van de groep), behoudt Saharastega een intertemporaal bot achter de ogen. Evenzo vormt het supratemporale bot een deel van de achterste rand van de schedel, in plaats van te worden uitgesloten door de tabulaire en squamosale botten die in dat gebied aanwezig waren. De tabularia zelf waren uniek gevormd. Het waren dikke botten met een stompe punt die naar buiten en naar beneden kromden langs de achterste rand van de schedel. Dit in tegenstelling tot andere temnospondylen, die over het algemeen kleinere, driehoekige tabularia hadden die recht naar achteren gericht waren.
De hersenpan was complex en sterk gebouwd, hoewel hij vrij ondiep was vanwege de geringe hoogte van de schedel. Ongebruikelijk onder temnospondylen, bezat de schedel een grote beenplaat boven het foramen magnum, die een systeem van richels droeg die een omgekeerde T-vorm hadden. Deze beenplaat kan een enkel groot supraoccipitale zijn geweest, wat zeldzaam was onder Paleozoïsche 'amfibieën', maar werd waarschijnlijker gevormd door een bijdrage van de supraoccipitale en postpariëtale botten zoals bij baphetoïden. Dit gedeelte van de schedel leek enigszins op dat van de dvinosaurische Isodectes. De exoccipitale botten aan weerszijden van het foramen magnum strekken zich naar beneden uit tot onder de hersenpan, een zeldzaam kenmerk dat ook wordt gezien bij sommige geavanceerde temnospondylen.

### Verhemelte
Het verhemelte is vergelijkbaar met dat van Chenoprosopus en andere vroege temnospondylen. De botten van het verhemelte zijn bedekt met kleine, koepelachtige structuren die bekend staan als denticula. De interpterygoïde holtes (gaten tussen de pterygoïde botten die kenmerkend zijn voor temnospondylen) waren relatief klein en halfcirkelvormig, meer dan halverwege naar de achterkant van de schedel. Hun kleine formaat en achterwaartse ligging betekent dat hun buitenrand volledig werd gevormd door de pterygoïde botten, zonder enige bijdrage van andere palatinale botten aan de rand van de schedel. Er was ook een klein, cirkelvormig paar gaten (anterieure palatale holtes) aan het uiteinde van de snuit en langwerpige, rechthoekige choanae langs de rand van de snuit. De premaxillae, botten aan het uiteinde van de snuit, hadden een complexe tong-en-groefverbinding met de bovenkaaksbeenderen direct daarachter. Deze configuratie, die alleen zichtbaar is vanuit het verhemelte, is blijkbaar uniek voor Saharastega onder temnospondylen. De pterygoïde botten hadden een smal, bolvormig contact met het parasphenoïde bot (dat de basis van de hersenpan vormt). Hoewel dit contact geenszins flexibel is, contrasteert het wel met de grotere en robuustere verbinding die aanwezig is in latere temnospondylen.
Aan de andere kant heeft het verhemelte ook verschillende kenmerken die passen bij meer geavanceerde temnospondylen. Een kleine verlaging bekend als een fossa subrostralis medialis was aanwezig waar de premaxillae met elkaar in contact komen langs het middenpunt van de snuittip. Deze verlaging is ook bekend onder verschillende stereospondylomorfen. Elk van de grote, plaatachtige ploegschaarbeenderen ligt tussen de choanae en heeft een enkele diagonaal georiënteerde rij tanden (bekend als een transvomerine tandenrij), evenals een grote hoektand. Vomerine hoektanden (en palatinale hoektanden in het algemeen) zijn overvloedig aanwezig bij vroege tetrapoden, maar een transvomerine tandenrij is kenmerkend voor geavanceerde temnospondylen in plaats van vroege taxa zoals edopoïden.

## Classificatie

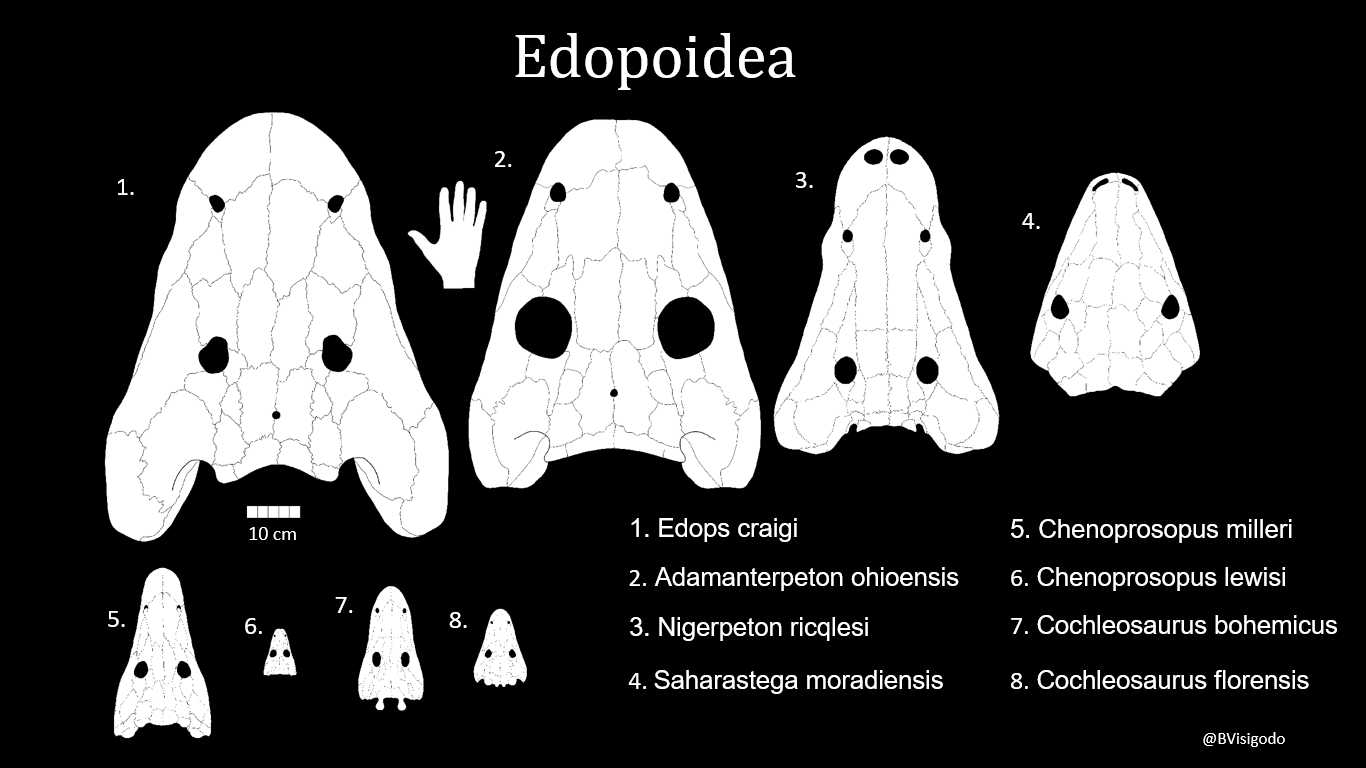
De schedels van Edopoidea vergeleken met onder 4 Saharastega

De eerste artikelen om Saharastega te bespreken of te beschrijven, beschouwden het als onderdeel van de groep Edopoidea, een vroege tak van temnospondyle 'amfibieën'. De meeste edopoïden leefden in het Carboon, maar Saharastega (en zijn even ongewone tijdgenoot Nigerpeton) overleefden tot het Laat-Perm als een overblijfsel van de vroege temnospondyle radiatie. Saharastega deelt enkele schijnbaar unieke kenmerken met edopoïden (met name de vorm van het traanbeen), en lijkt in het bijzonder op de cochelosauriden, maar is ook in veel opzichten verschillend van edopoïden. In de oorspronkelijke artikelen werd Saharastega over het algemeen aan de basis van Edopoidea geplaatst. Hoe dan ook, het was duidelijk dat Saharastega erg basaal was in vergelijking met de meeste temnospondylen, vanwege het behoud van intertemporelia, afwezigheid van laterale lijnen, kleine interpterygoïde holtes en een nauw contact tussen het verhemelte en de hersenpan.
Sinds deze studies is de positie van Saharastega omstreden. Pawley (2006) plaatste het dieper in de edopoïden, als het zustertaxon van Cochleosauridae. Een informele suggestie van de Australische paleontoloog Adam Yates stelde zelfs voor dat het helemaal geen temnospondyle was, maar eerder een seymouriamorf op basis van algemene overeenkomsten met de schedel van Seymouria. McHugh (2012) plaatste het voorzichtig naar de kroon bij Temnospondyli (dat wil zeggen hoger in de temnospondyle stamboom) door het te plaatsen als een eryopoïde, gerelateerd aan Zatracheidae. Een uitgebreide studie uit 2013 van temnospondyle verwantschappen omvatte geen Saharastega omdat het een onstabiel taxon is.
Marjanovic & Laurin (2019) gebruikten Saharastega als onderdeel van hun vele heranalyses van de tetrapode studie van Ruta & Coates (2007). Het oorspronkelijke onderzoek uit 2007 omvatte geen Saharastega, dus het werd samen met Nigerpeton en vele andere taxa toegevoegd aan sommige heranalyses. Hoewel Marjanovic & Laurin (2019) Saharastega niet dicht bij cochleosauriden of andere edopoïden plaatsten (althans in hun spaarzaamheidsanalyses), plaatste de studie het consequent als het zustertaxon van Nigerpeton. De clade die deze twee ongebruikelijke temnospondylen bevatte, had een inconsistente plaatsing, waarbij een verbinding met Eryops, stereospondylomorfen of de basis van Temnospondyli elk als even waarschijnlijk werden beschouwd. Het belangrijkste doel van de studie van Marjanovic & Laurin (2019) was om de verschillende oorsprongen van moderne lissamfibieën te analyseren. Toen de studie sommige of alle moderne lissamfibieën binnen de Temnospondyli dwong, veranderde dit de interne structuur van de temnospondyle stamboom. In deze geforceerde heranalyses zouden Saharastega en Nigerpeton bovendien binnen Stereospondylomorpha of dichtbij Dvinosauria kunnen staan, wat betekent dat er vijf even waarschijnlijke posities waren onder bepaalde spaarzaamheidsmethodologieën, die gebaseerd waren op het principe dat de eenvoudigste stamboom het meest waarschijnlijk is.
Aan de andere kant concludeerde de enige bootstrap-analyse (die bekijkt bij welk percentage van alle gevonden even waarschijnlijke bomen een bepaalde klade aanwezig is) van Marjanovic & Laurin (2019) waarin Saharastega en Nigerpeton waren opgenomen, dat het cochleosauriden waren. De verbinding tussen Saharastega en Nigerpeton was relatief robuust, gevonden door vijftig procent van de bootstrapbomen. Hun connectie met cochleosauriden was veel zwakker ondersteund, gevonden door slechts vier procent van de bootstrap-bomen, hoewel dit nog steeds de meest consistente positie was onder de bootstrap-methodologie. De bayesiaanse analyse had een vergelijkbaar (maar minder onstabiel) resultaat, waarbij Saharastega en Nigerpeton (verbonden door negenennegentig van de drieëndertig bayesiaanse bomen) naast de cochleosauride Chenoprosopus (verbonden door drie van de bayesiaanse bomen) werden geplaatst.